# انتقال جرم
انتقال جِرم (به انگلیسی: Mass transfer) مبحثی در مهندسی شیمی و یکی از شاخه‌های پدیده‌های انتقال است که به بررسی انتقال ماده در اثر اختلاف پتانسیل شیمیایی می‌پردازد.
در بسیاری از فرایندهای صنعتی مهندسی شیمی تغییر غلظت ماده‌های درگیر در یک واکنش و ساخت فراورده‌ای دیگر مورد نیاز است. در برخی از این جداسازی‌ها دگرگونی (تغییر) شیمیایی نداریم در برخی هم واکنش شیمیایی رخ می‌دهد. زمانی که دگرگونی تنها فیزیکی بوده و به عبارت دیگر جداسازی انجام می‌دهیم. برای این جداسازی روش‌های گوناگونی است.
برای نمونه، برای محلول‌ها گاهی از روش تقطیر بهره می‌گیرند.
هر گونه حرکت ذرات مواد انتقال جرم نامیده نمی‌شود مانند بوییدن گل یا انتقال نفت از راه خط لوله ولی حل شدن قند در آب یا عصاره‌کشی با استفاده از حلال انتقال جرم است.

## عملیات جداسازی در مهندسی شیمی
به‌طور کلی هدف بسیاری از عملیات در مهندسی شیمی، جداسازی اجزای یک محلول یا مخلوط از یکدیگر یا دست‌یابی به یک ماده خاص از ترکیب یا مخلوط دو جزء یا چند جزء می‌باشد. آنچه که به عنوان عملیات جداسازی مورد نظر است، می‌تواند شامل جدا کردن اجزای یک مخلوط با استفاده از یک سری عملیات مکانیکی از قبیل فیلتر کردن، غربال کردن و… یا جدا کردن اجزاء یک محلول (یا مخلوط همگن) به مواد خاص تشکیل دهنده آن باشد. عملیات جداسازی اجزاء یک محلول می‌تواند به همراه یا بدون انجام واکنش شیمیایی صورت کیرد؛ بنابراین: بخش عمده‌ای از درس عملیات انتقال جرم عملیات جداسازی یک محلول بدون شیمیایی می‌باشد این عملیات جایگاه ویژه‌ای نسبت به بقیه عملیات دارند؛ از جمله می‌توان تقطیر، جذب، متبلورسازی و.. را نام برد. البته سایر موارد و واحدهای عملیاتی نیز به نوبه خود پراهمیت هستند.

## تقسیم‌بندی عملیات انتقال جرم
به‌طور کلی عملیات انتقال جرم را با توجه به نحوه تماس و قابلیت امتزاج‌پذیری دو فاز می‌توان به صورت زیر تقسیم‌بندی نمود.
- تماس مستقیم دو فاز غیرقابل امتزاج
- تماس مستقیم بین دو فاز قابل امتزاج
- تماس غیر مستقیم دو فاز که توسط غشاء از یکدیگر جدا شده‌اند

## تماس مستقیم دو فاز غیرقابل امتزاج
تماس دو فاز غیرقابل امتزاج مهمترین و عمده‌ترین بخش از سه مجموعه تقسیم‌بندی فوق را شامل می‌شود هر یک از فازهای در حال تماس با یکدیگر می‌تواند شامل یک یا چند جزء باشد.
پس از انجام انتقال جرم و رسیدن به تعادل، اجزاء تشکیل دهنده فازها دارای غلظتهای متفاوتی در دو فاز خواهد بود. مثلاً تماس دو فاز آب و تولوئن را در نظر بگیرید. در نقطه تعادلی (که انتقال جرمی صورت نمی‌گیرد) غلظت تولوئن در دو فاز یکی نیست. کلیه سیستم‌های دو فازی در مقوله انتقال جرم قرار نمی‌گیرند. به عنوان مثال محلول نمکی را در نظر بگیرید که در حال تعادل با بخار آب می‌باشد؛ این بخارات حاوی نمک نیست و به هر حال با آنکه یک فاز خالص است اما انتقال جرم از فازی که حاوی نمک است به فاز دیکر (گاز) صورت نمی‌گیرد.